# カルロス・ペウチェレ
カルロス・デシデリオ・ペウチェレ（Carlos Desiderio Peucelle, 1908年9月13日 - 1990年4月1日）は、アルゼンチン・ブエノスアイレス出身のサッカー選手。ポジションはミッドフィールダー（インサイド・ライト）。

## 経歴

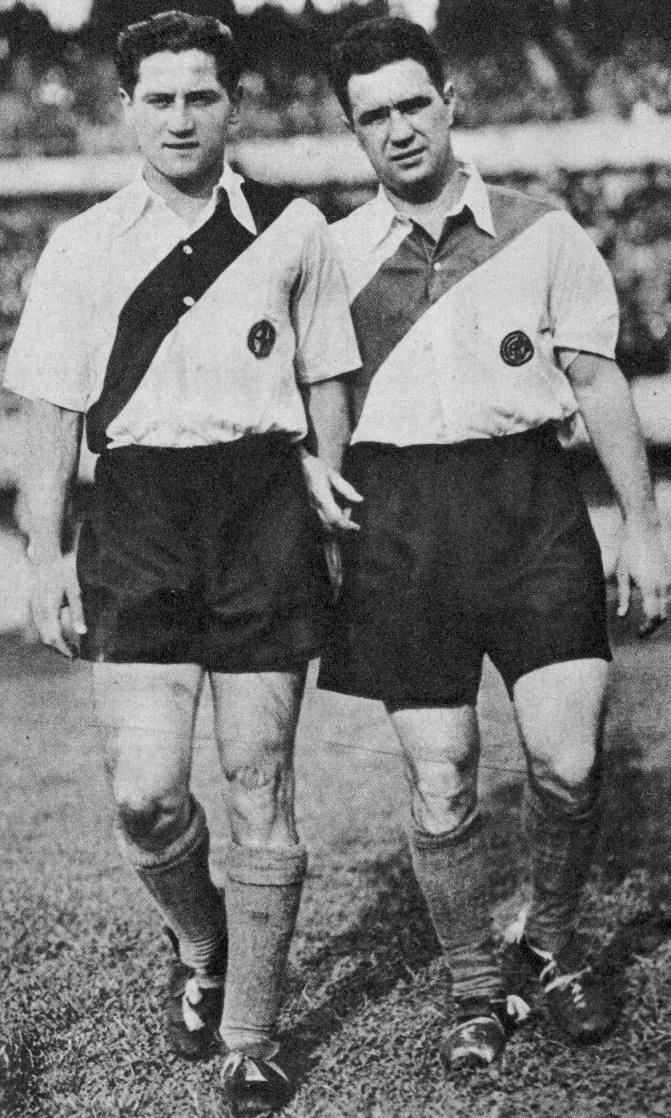
ペウチェレ (右) とアドルフォ・ペデルネラ (左)

### 現役時代
サン・テルモでキャリアをスタートさせ、スポルティーボ・ブエノスアイレスを経て1931年に移籍金10,000ドルでリーベル・プレートへ移籍。多額の移籍金で選手を補強してチームを構成し、"Los Millonarios"（億万長者）と呼ばれた1930年代のリーベル・プレートで活躍した。400を超えるリーグ戦に出場、4度のリーグ制覇に貢献した。
アルゼンチン代表として1930 FIFAワールドカップに出場。準決勝ではアメリカ代表を相手に2得点を記録して6-1の大勝に貢献。また決勝では先制点を奪われた後の前半20分に同点ゴールを挙げた。南米選手権にも出場し、1929年、1937年と2度優勝を経験している。
アルゼンチン代表としては29試合に出場し、12得点を挙げた。

### 現役引退後
引退後はデポルティーボ・カリ、デポルティーボ・サプリサ、スポルティング・クリスタル、オリンピア・アスンシオンなどラテンアメリカに位置する国のいくつかのクラブでチーフマネージャーをしていたほか、リーベル・プレートやサン・ロレンソなどのクラブを率いた。1940年代の"La Maquina"（機械）と呼ばれるリーベル・プレートを創り上げた人物としても知られ、またコロンビアでは国内初のサッカースクールを設立した。

## タイトル
アルゼンチン代表
- 南米選手権 : 1929, 1937

リーベル・プレート
- アルゼンチンリーグ : 1932, 1936, 1937, 1941
- コパ・アルダオ : 1936, 1937, 1941